# 覺羅齊格
覺羅齊格（1698年—1754年），滿洲鑲黃旗人，清朝政治人物。

## 生平
授筆帖式，雍正九年（1731年）任石景山同知，雍正十三年（1735年）任熱河理事同知、署永定河道，乾隆十二年（1747年）任重慶府知府、川東道，乾隆十四年（1749年）任四川鹽茶道，乾隆十六年（1751年）署四川布政使，乾隆十九年（1754年）卒於官。